# Sergei Wladimirowitsch Chawski
Sergei Wladimirowitsch Chawski (russisch Сергей Владимирович Хавский; * 15. Februar 1928; † 10. August 2016) war ein sowjetischer, später russischer Schachspieler und -trainer.

## Leben
Chawski war während der Leningrader Blockade im Zweiten Weltkrieg in der Stadt und wurde in der Luftabwehr eingesetzt. Er verbesserte seine Spielstärke in der Schachsektion des örtlichen Pionierpalastes, so dass er als einer von drei Leningrader Spielern für die Teilnahme an der sowjetischen Jugendmeisterschaft 1946 ausgewählt wurde. In der Abschlusstabelle belegte er mit 10,5 Punkten aus 15 Partien den dritten Platz hinter Tigran Petrosjan und Juri Wassiltschuk. In der Stadtmeisterschaft von Leningrad 1949 erreichte er einen geteilten neunten Platz, die Norm für den Titel eines Meisteranwärters übererfüllte er dabei um 2,5 Punkte.
Seine Resultate in den 1950er Jahren waren eher unauffällig, so landete er auf einem geteilten zwölften beziehungsweise vierzehnten Platz im Viertelfinale der sowjetischen Meisterschaft 1953 in Leningrad und in der Meisterschaft der RSFSR 1956 in Kislowodsk. Die Norm eines nationalen Meisters erspielte sich Chawski bei der I. Meisterschaft des Leningrader Schachklubs 1959/1960. Im April 1961 holte er ein 2:2 gegen Jozsef Pogats im Freundschaftsmatch mit Budapest. In der Leningrader Stadtmeisterschaft 1966 belegte er hinter Jewgeni Ruban den zweiten Platz. Ende 1966 wurde er Erster vor Wiktor Gurewitsch und Mark Zeitlin bei einem Turnier anlässlich des 25. Jahrestages der Zerschlagung der deutschen Truppen vor Moskau. Darüber hinaus konnte er in den Meisterschaften der Streitkräfte und der Sportvereinigung Wodnik gute Ergebnisse vorweisen. 1986 wurde Chawski Dritter beim Furman-Gedenkturnier in Leningrad. In der russischen Seniorenmeisterschaft 1995 in Opalicha teilte er den dritten Platz mit Nikolai Krogius, Abram Chassin und zwei weiteren Spielern. Selbst im hohen Alter blieb er dem Schach treu und nahm weiterhin an Seniorenturnieren in Russland teil. Sein letztes Turnier war die russische Seniorenmeisterschaft im April 2014.
Chawski, ein ehemaliger Kapitän der Binnenschifffahrt, war im Leningrader Haus der Offiziere und ab 1972 im Pionierpalast als Schachtrainer tätig. Zu seinen Schülern zählen Wladimir Jepischin, Sergei Iwanow und Maxim Matlakow. Für seine Arbeit wurde er mit dem Abzeichen Bester der Körperkultur und des Sports Russlands geehrt.  
Seine beste historische Elo-Zahl 2548 erreichte er im November 1961.